# Ociroe (figlia di Imbraso)
Nella mitologia greca, Ociroe era una ninfa di Samo, figlia di un'altra ninfa chiamata Chesia e del dio del fiume Imbraso. Apollo si innamorò di lei, e la ninfa chiese l'aiuto di Pompilo, ma fallirono la fuga.